# Distretto di Boysun
Il distretto di Boysun è uno dei 14 distretti della Regione di Surxondaryo, in Uzbekistan. Si trova nella parte centro-occidentale della regione. Il capoluogo è Boysun, una città di 16.700 abitanti (censimento 1989).
Il territorio di Boysun a sud-ovest dei monti Gissar è stato preso in considerazione per le liste dell'UNESCO World Heritage, per motivi culturali e naturali: per i siti storico-archeologici di Teshik-Tash, Kushan wall, Kurganzol; per il suo folklore (ospita un festival); l'artigianato e la presenza di paesaggi unici.